# Bucarrero
Bucarrero es un núcleo de población del municipio de Liérganes (Cantabria, España). En el año 2008 contaba con una población de 276 habitantes (INE). La localidad se encuentra a 70 metros de altitud sobre el nivel del mar, y a 2,5 kilómetros de la capital municipal, Liérganes.
- Datos: Q5734785